# ロシア聖書協会
ロシア聖書協会（ロシアせいしょきょうかい、ロシア語: Российское Библейское Общество）は教派にとらわれずに、キリスト教聖書を万人へ届けるためにロシアに設立された組織である。

## 以前の歴史
16 - 17世紀に、聖書をロシア語へ翻訳する活動があった。しかし、政治的・軍事的な動乱のために中止されてしまった。
1813年にロシア聖書協会がサンクトペテルブルクに設立されて、聖書をロシア語に翻訳する作業が始まった。旧約聖書・新約聖書全書は1876年に完成した。これは『シノド聖書』として知られていて、プロテスタントやカトリック教徒に利用されてきただけでなく、正教会の奉神礼（礼拝）では教会スラブ語訳聖書を使うが、多くのロシアあるいは以前のソ連邦の国々の人たちにより、教育に個人の学びに、利用されてきた。最近、新しく現代語への翻訳も行われた。
1813年に設立、1826年に再開されてから、ロシア聖書協会は41言語で
50万冊の聖書あるいは聖書関連の書籍を配布してきた。しかし、19世紀にも、20世紀にも、ロシア政府の反動的な政策によって、教会の活動は中止された。

## 最近の歴史
1990 - 91年のソ連政府の制限が緩んだ時期に、聖書協会の作業は再開された
。モスクワにある聖書協会のビルのオープニングには、正教会、ローマカトリック、プロテスタントの代表者が集まり、そろって聖書の翻訳と配布に力を合わせることにした。再開されたこの組織のリーダーには、有名な神学者アレクサンドル・ミェン（Alexander Men）もいる。
聖書協会の書籍は初代教会の普遍的な協議に基づいて編集されている。毎年百万冊の聖書に関する書籍を出版している。また、聖書はロシアの少数民族の言語へも翻訳が行われてきた。
1995年以降、ロシア聖書協会は聖書協会世界連盟の一員である。

## 現代語訳聖書
1995年には『現代語訳新約聖書』（動的等価訳）を出版していたが、2011年には『旧約聖書』の現代語翻訳も完成して、ロシア語『現代語訳聖書』全書を出版した。これは聖書協会の19世紀初版の『シノド聖書』以来の初めての全訳聖書翻訳である。